# Caryl Cordt-Moller
Caryl Cordt-Moller (16 de junio de 2000) es un deportista suizo que compite en parkour.
Ganó una medalla de oro en el Campeonato Mundial de Parkour de 2024, en la prueba de velocidad. Además, consiguió una medalla de oro en los Juegos Mundiales de 2025.

## Palmarés internacional
| Campeonato Mundial | Campeonato Mundial | Campeonato Mundial | Campeonato Mundial |
| Año                | Lugar              | Medalla            | Prueba             |
| ------------------ | ------------------ | ------------------ | ------------------ |
| 2024               | Kitakyushu (Japón) | Medalla de oro     | Velocidad          |